# Гладкоголовообразные
Гладкоголовообразные (лат. Alepocephaliformes) — отряд лучепёрых рыб. Распространены во всех океанах. Многие виды глубоководные.
Один спинной плавник сдвинут к хвостовому стеблю. Жирового плавника и плавательного пузыря нет. Зубы на верхней челюсти имеются (за исключением Leptochilichthys). Надчелюстных костей одна или две. Окрашены в тёмные цвета.

## Классификация
В отряде гладкоголовообразных выделяют три семейства с 32 родами и 137 видами:
- Platytroctidae — Платитроктовые[3], 13 родов и 39 видов
- Bathylaconidae — Батилакоевые[3], один род и три вида
- Alepocephalidae — Гладкоголовые, 18 родов и 95 видов